# Linnenbeeke

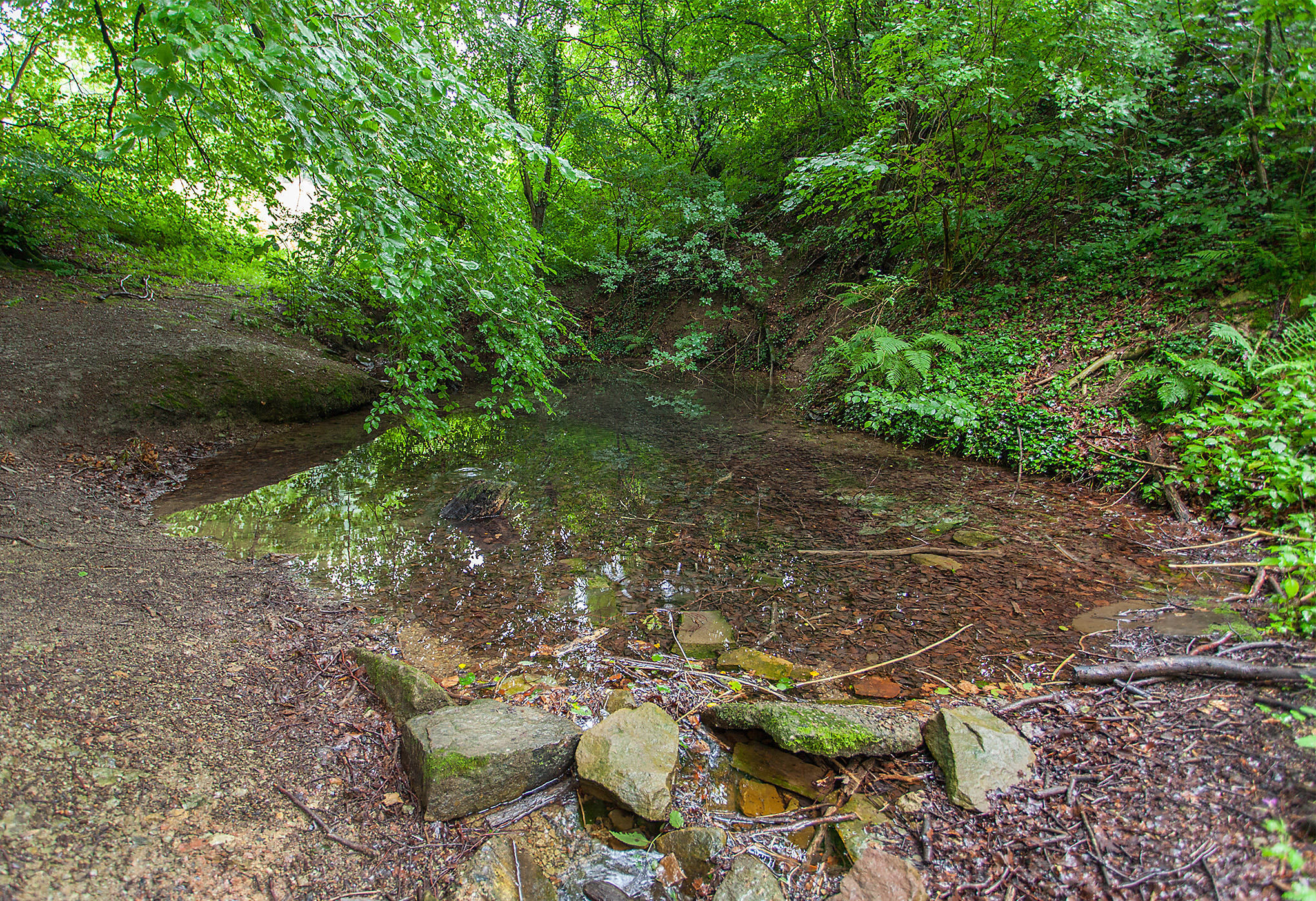
Quelle der Linnenbeeke

Die Linnenbeeke ist ein rechter  Nebenfluss des Forellenbachs in Vlotho im nordrhein-westfälischen Kreis Herford in Deutschland.

## Name
Der erste Namensbestandteil Linnen soll zurückgehen auf die Nutzung des Gewässers für die Flachsröste bzw. -röthe, Beeke bedeutet im Niederdeutschen Bach. Im Ravensberger Urbar von 1556 wird sie als Sudmersenbeeke nach der Ursiedlung Südmersen benannt.

## Geographie
Das Gewässer hat eine Gesamtlänge von 6,8 km. Das Einzugsgebiet erstreckt sich über ein bergiges Gebiet südlich des Bonnebergs in Valdorf und im nördlichen Lipper Bergland. Das Gewässer entspringt zwischen Nettelberg und Bonstapel im Südosten von Vlotho an der sogenannten Siebenquelle, passiert das „Haus des Gastes“, die Weserlandklinik und den Kurpark von Bad Senkelteich und Bad Seebruch in Valdorf und mündet bei Valdorf in den Forellenbach (Flusskilometer 2,7).

### Zuflüsse
Auf ihrem Weg nimmt die Linnenbeeke 400 Meter vor ihrer Mündung schon im Mündungsort Galgenkamp von rechts die Maasbeeke auf.

## Geschichte
Die Linnenbeeke wurde durch die Zeiten hindurch mehr oder weniger intensiv genutzt. Ein Beispiel  aus dem 20. Jahrhundert ist ab 1954 ihre Nutzung als Wasserlieferant für das vom Turnverein Eintracht Valdorf geförderte und verwirklichte Waldfreibad, das heute von einem Förderverein betrieben wird. Wenige Kilometer gewässeraufwärts befinden sich linksseitig der Linnebeeke Spuren eines größeren altsächsischen Bauernhauses aus der Zeit um 900 n. Chr., das 1941 Ziel einer Ausgrabung war. Denkbar ist dieser Standort des ergiebigen Fließgewässers wegen. Noch einige hundert Meter weiter bachaufwärts befand sich von 1925 bis 1954 ein kleines Wasserkraftwerk für landwirtschaftlich-gewerbliche Nutzung. Hier nahm die Linnenbeeke das an einem rechtsseitigen Hang in etwa zwölf Meter Höhe aufgestaute Wasser eines namenlosen Zuflusses nach dem Durchgang durch das im Linnenbeeke-Tal stehende Turbinenhaus auf. Wassermühlenbetrieb gab es hier nachweisbar ab etwa 1815. Nach aktueller offizieller Lesart wird sie häufig als selbständige Linnenbeeke geführt, vielfach aber auch als derart benannter Oberlauf des Forellenbaches angesehen.

## Umwelt
Große Teile des Bachtals stehen unter Naturschutz. Folgende Naturschutzgebiete werden durchflossen oder gestreift:

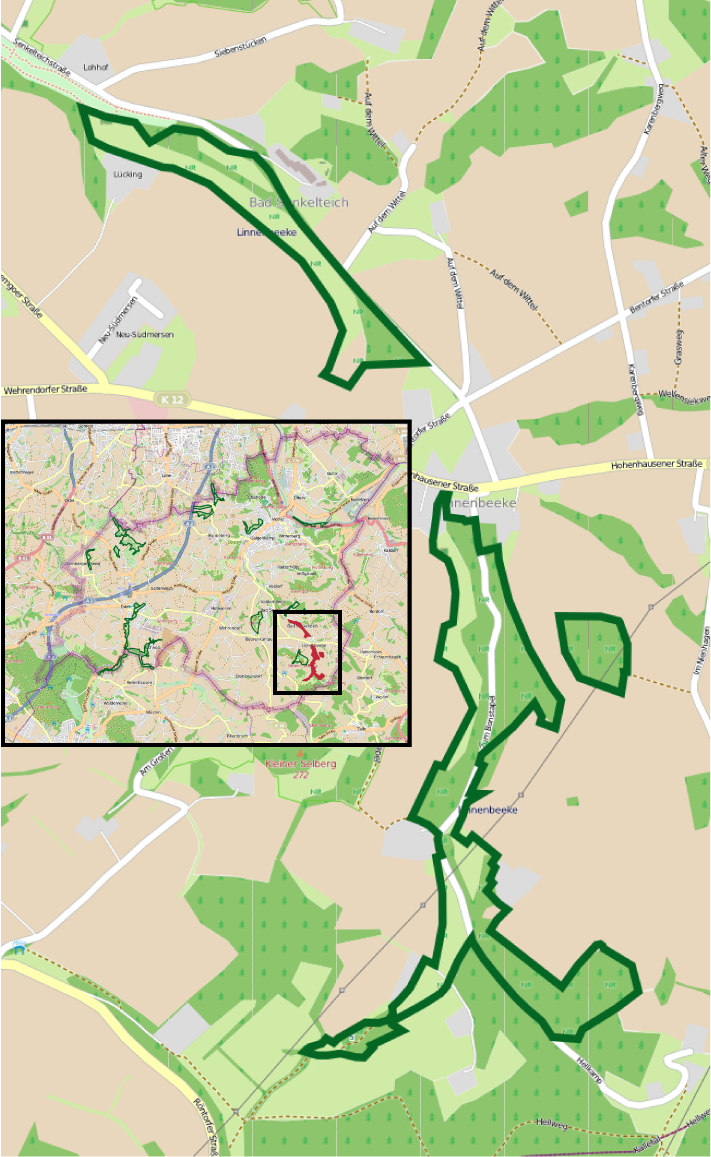
Lageplan des Naturschutzgebietes Linnenbeeke

- Naturschutzgebiet Linnenbeeke liegt in Vlotho und ist 19 Hektar (ha) groß. Das Gebiet wurde bereits 1941 mit einer Größe von 5,5 ha unter Naturschutz gestellt und 1998 noch einmal in dem Landschaftsplan Vlotho bestätigt und auf 19 ha vergrößert. Geschützt sind 3,5 km des Bachlaufs, der durch Wald (Buchen) und Grünland führt. Am Bach finden sich vor allem ufernahe Erlengehölze, aber auch ein größerer Erlenwald und ein Feuchtwald aus Eschen. Der Bach hat etwa 1500 die Landschaft prägende Findlinge aus Granit oder Porphyr freigespült. Diese Findlinge waren der ursprüngliche Grund der Einrichtung des Naturschutzgebietes 1941. Durch die Staatliche Stelle für Naturdenkmalpflege in Preussen wurde bereits 1912 die Naturschutzwürdigkeit des Bachtals und der Findlingsansammlung festgestellt. Die Sicherung erfolgte über Ankauf durch die Provinzialverwaltung. Das Naturschutzgebiet ist neben dem Doberg in Bünde das älteste Naturschutzgebiet in Ostwestfalen-Lippe. Direkt angrenzend liegt das Naturschutzgebiet Kleiner Selberg. Die Waldparzellen befinden sich überwiegend im Besitz des Kreises Herford. Die Grünlandflächen werden extensiv genutzt. Sie werden nach den Vorgaben des Vertragsnaturschutzes nach dem Kulturlandschaftsprogramm nicht mehr gedüngt und erst nach dem 15. Juni gemäht.
- Naturschutzgebiet Plögereisiek: Das 5,4 ha umfassende und rund 800 m lange Plögereisiek ist ein Nebental der Linnenbeeke mit Bachlauf östlich des Kurparks von Vlotho-Bad Seebruch. Es ist als ein für das Ravensberger Land typisches Siek mit seinem Feuchtgrünland ausgeprägt. Der Bachlauf ist im Oberlauf mäandrierend-naturnah und wird von einem Erlen-Eschen Auwald begleitet. Im Unterlauf ist der Bach begradigt. Hier finden sich Großseggen- bzw. Röhrichtbestände. Am trockeneren Talrand finden sich auch Buchenwäldchen. Das Gebiet grenzt an die Naturschutzgebiete Siebenstücken und Linnenbeeke.
- Naturschutzgebiet Siebenstücken: Das Gebiet ist nur 2,6 ha groß, liegt in Vlotho und wurde 1998 ausgewiesen. Es handelt sich auch hier um ein naturnahes Sieksystem mit Kastental, das ökologisch dem Naturschutzgebiet Plögereisiek gleicht.